# Checa
Checa és un municipi de la província de Guadalajara a la comunitat autònoma de Castella-la Manxa. Limita a l'est amb Orea, al Sud-est amb Albarrasí, província de Terol, i al Sud amb Tragacete, a la província de Conca. En el vessant occidental, limita amb Beteta, província de Conca i amb Peralejos de las Truchas. Al nord, limita amb Chequilla, Traid i Alcoroches.

## Demografia
| 1900  | 1910  | 1920  | 1930 | 1940 | 1950 | 1960 | 1970 | 1981 | 1990 | 1995 | 2000 | 2005 | 2006 |
| ----- | ----- | ----- | ---- | ---- | ---- | ---- | ---- | ---- | ---- | ---- | ---- | ---- | ---- |
| 1.248 | 1.223 | 1.081 | 930  | 830  | 860  | 927  | 688  | 375  | 496  | 443  | 410  | 359  | 339  |